# Liste de jardins botaniques aux États-Unis
Cet article établit une Liste de jardins botaniques aux États-Unis avec classement alphabétique par États (Washington D.C. est en fin de cette liste).

## Alabama
- Jardin botanique de Birmingham (Birmingham Botanical Gardens)
- Jardin botanique de Huntsville (Huntsville Botanical Garden)

## Alaska
- Jardin botanique de l'Université d'Alaska, Fairbanks (Georgeson Botanical Garden)

## Arizona
- Jardin botanique de cactus de l'Arizona, Bisbee (Arizona Cactus Botanical Garden)
- Arboretum de Flagstaff (Arboretum at Flagstaff)
- Jardin botanique du désert, Phoenix (Desert Botanical Garden)
- Jardin botanique de Tucson (Tucson Botanical Gardens)

## Arkansas
- Jardin botanique des Ozarks, Fayetteville (Botanical Garden of the Ozarks)

## Californie
- Jardin botanique Wrigley Île Catalina (Wrigley Memorial & Botanical Gardens)
- Jardin botanique de l'Université de Californie, Berkeley (University of California Botanical Garden)
- Jardin botanique Quail, San Diego (Quail Botanical Gardens)
- Arboretum et jardin botanique Strybing, San Francisco (Strybing Arboretum & Botanical Gardens)
- Jardin botanique Huntington, San Marino (Huntington Botanical Gardens)
- Jardin botanique de Santa Barbara (Santa Barbara Botanical Garden)
- Arizona Cactus Garden Stanford

## Caroline du Nord
- Jardin botanique Daniel Stowe, Belmont (Daniel Stowe Botanical Garden)
- Jardin botanique de Caroline du Nord, Chapel Hill (North Carolina Botanical Garden)

## Caroline du Sud
- Jardin botanique de Caroline du Sud, Clemson (South Carolina Botanical Garden)

## Colorado
- Jardin botanique de Denver (Denver Botanic Gardens)
- Jardin alpin Betty Ford, Vail (Betty Ford Alpine Gardens)

## Connecticut
- Arboretum du Connecticut College, New London (Connecticut College Arboretum)
- Arboretum Bartlett de l'Université du Connecticut, Stamford (The University of Connecticut Bartlett Arboretum)

## Delaware
- Jardin botanique de l'Université du Delaware, Newark (University of Delaware Botanic Gardens)

## Floride
- Jardin botanique Kanapaha, Gainesville (Kanapaha Botanical Gardens)
- Jardin botanique Mockernut Hill, Marion County (Mockernut Hill Botanical Garden)
- Jardin botanique tropical Fairchild, Coral Gables (Fairchild Tropical Botanic Garden)
- Arboretum de l'Université de Miami (John C. Gifford Arboretum, University of Miami)
- Arboretum de l'Université de Floride du centre, Orlando (University of Central Florida Arboretum)
- Jardin botanique de Palm Beach (Mounts Botanical Garden)
- Jardin botanique Marie Selby, Sarasota (Marie Selby Botanic Gardens)
- Jardin botanique de l'Université de Floride du sud, Tampa (University of South Florida Botanical Gardens)
- Jardin botanique McKee, Vero Beach (McKee Botanical Garden)

## Géorgie
- Jardin botanique de Géorgie, Athens (The State Botanical Garden of Georgia)
- Jardin botanique d'Atlanta (Atlanta Botanical Garden)
- Jardin botanique Vines, Loganville (Vines Botanical Gardens)

## Hawaï
- Jardin ethnobotanique Amy B.H. Greenwell, Captain Cook (Amy B.H. Greenwell Ethnobotanical Garden)
- Jardin botanique de l'Université d'Hawaii, Honolulu ( University of Hawai'i-Manoa Harold L. Lyon Arboretum)
- Jardin botanique national tropical de Kalaheo (National Tropical Botanical Garden)
- Jardin botanique tropical d'Hawaii, Papaikou (Hawaii Tropical Botanical Garden)

## Idaho
- Jardin botanique de l'Idaho, Boise (Idaho Botanical Garden)
- Arboretum de l'Université de l'Idaho, Pocatello (Idaho State Arboretum, University of Idaho)

## Illinois
- Jardin botanique de Chicago, Glencoe (Chicago Botanic Garden)
- Jardin botanique de Lincoln Park, Chicago

## Iowa
- Arboretum et jardin botanique de Dubuque (Dubuque Arboretum & Botanical Gardens)
- Arboretum et jardin botanique de Cedar Valley, Waterloo (Cedar Valley Arboretum & Botanic Gardens)

## Kansas
- Jardin botanique de Kansas City (Powell Gardens)
- Jardin botanique de Wichita (Botanica - The Wichita Gardens)

## Kentucky
- Arboretum Bernheim, Comté de Bullitt (Bernheim Arboretum and Research Forest)

## Massachusetts
- Jardin botanique Tower Hill, Boylston (Tower Hill Botanic Garden)
- Arboretum de l'Université d'Harvard, Jamaica Plain (The Arnold Arboretum of Harvard University)
- Jardin botanique du Smith College, Northampton (The Botanic Garden of Smith College)
- Jardin botanique Berkshire, Stockbridge (Berkshire Botanical Garden)

## Michigan
- Arboretum de l'Université du Michigan, Ann Arbor (Nichols Arboretum)
- Jardin botanique Matthaei, Ann Arbour (Matthaei Botanical Gardens)
- Jardin botanique de l'Université du Michigan, East Lansing (W.J. Beal Botanical Garden)
- Arboretum du Hillsdale College, Hillsdale (Slayton Arboretum)

## Minnesota
- - Arboretum de l'Université du Minnesota, Chanhassen (University of Minnesota Landscape Arboretum)
  - Arboretum du Gustavus Adolphus College, Saint Peter (Linnaeus Arboretum)

## Missouri
- Jardin botanique du Missouri, Saint Louis (Missouri Botanical Garden)

## Nebraska
- Jardin botanique et arboretum de l'Université du Nebraska, Lincoln (University of Nebraska Botanical Garden and Arboretum)

## New York
- Jardin botanique de Brooklyn, New York (Brooklyn Botanical Garden)
- Jardin botanique de New York (The New York Botanical Garden)
- Jardin botanique de Staten Island (Staten Island Botanical Garden)
- Wave Hill

## Ohio
- Jardin botanique de Cleveland (Cleveland Botanical Garden)
- Jardin botanique du Park Franklin, Columbus, (Franklin Park Conservatory & Botanical Garden)
- Jardin botanique de Cincinnati (Cincinnati Zoo and Botanical Garden)
- Arboretum de l'Université de Columbus (Ohio State University Chadwick Arboretum)
- Arboretum de l'Université de Toledo (University of Toledo R.A. Stranahan Arboretum)

## Oklahoma
- Jardin botanique d'Oklahoma City (Myriad Botanical Gardens)
- Jardin botanique et arboretum de l'Oklahoma, Stillwater (Oklahoma Botanical Garden & Arboretum)

## Oregon
- Jardin botanique de Portland (The Berry Botanical Garden)

## Pennsylvanie
- Arboretum de l'American College, Bryn Mawr (American College Arboretum)
- Arboretum de l'Université de Pennsylvanie, Philadelphie (Morris Arboretum of the University of Pennsylvania)

## Tennessee
- Arboretum et jardin botanique de Chattanooga (Chattanooga Arboretum and Botanical Garden)
- Jardin botanique de Memphis (Memphis Botanical Garden)
- Jardin botanique Cheekwood, Nashville (Cheekwood Botanical Gardens)

## Texas
- Jardin botanique Zilker, Austin (Zilker Botanical Garden)
- Arboretum et jardin botanique Mercer, Humble (Mercer Arboretum & Botanic Gardens)
- Jardin botanique de San Antonio (San Antonio Botanical Garden)

## Utah
- Jardin botanique de l'Université de l'Utah, Farmington (Utah State University Botanical Garden)

## Virginie
- Arboretum de l'État de Virginie, Boyce (State Arboretum of Virginia)
- Jardin botanique de Norfolk (Norfolk Botanical Garden)

## Washington
- Jardin botanique de Bellevue ( Bellevue Botanical Garden)

## Wisconsin
- Jardin botanique Boerner, Hales Corners (Boerner Botanical Gardens)
- Jardin botanique Olbrich, Madison (Oldbrich Botanical Gardens)
- Jardin botanique de l'Université du Wisconsin, Madison (University of Wisconsin-Madison Botanical Garden)

## Wyoming
- Jardin botanique de Cheyenne (Cheyenne Botanic Gardens)

## Washington D.C.
- Arboretum national des États-Unis (United States National Arboretum)
- Jardin botanique des États-Unis (United States Botanic Garden)